# REDZED
Redzed
( справжнє ім'я Зденек Весели, народився 17 квітня 1998 року ),  — чеський репер і музичний продюсер. Особливістю цього виконавця є неповторне поєднання  реп-музики з такими жанрами року  , як ню-метал або класичний хеві-метал . Поєднання цих стилів  впливає як на інструментальне, так і на вокальне звучання  в його піснях . Майже всі його композиції містять  гітарні семпли, які він сам записує, а також  складає та продюсує біти . Ще одна особливість Редзеда полягає в тому, що, хоча він і морав за національністю, співак  використовує лише англійську для написання своїх творів. Сам він в інтерв'ю виправдовував це тим, що англійська здається йому більш милозвучною  і водночас він може говорити більш природньо , адже його рідною мовою це звучатиме набагато драматичніше. Сильна сторона його музичного стилю, безсумнівно, полягає в його жанровій різноманітності, завдяки якій він має потенціал для звернення до широкого кола слухачів .

## Біографія
Редзед народився 17 квітня 1998 року,у  селі Старовіце,Чехія.Захоплення метал музикою почалося з пісні Paranoid,гурту Black Sabbath,яку в дитинстві включав йому батько. У 14 навчився грати на гітарі та почав присвячувати себе музиці. На формування його музичного стилю, вплинули  Black Sabbath, Korn та інші метал групи . У старших класах у Зденека  була  власна група, з якою він намагався виконувати грандж та альтернативну музику . Однак гурт припинив своє існування, але невдовзі був створений новий .У цей час він  створював власну музику, яка містила елементи ню-металу . Згодом Редзед почав присвячувати себе сольній творчості. Навчився складати та створювати ритми . На початку, експериментував з електронною музикою і випустив перші два проекти на своєму профілі в SoundCloud, які містили треп і дабстеп . Зденек придумав псевдонім, поєднавши імена двох персонажів із його  улюблених фільмів, а саме Реда з «Втечі з Шоушенка» та Зеда з «Кримінального чтива» . Потім він створив YouTube- канал †REDZED†.  На ньому він записав третій за рахунком проект під назвою « КОЛИ Я БУВ ТАКИМ ПАРАНОЇКОМ ». Це мікстейп із десяти треків. У 2017 році випустив  альбомом « MELANCHOBOY1998 », він мав схожу концепцію на попередній, тобто мікс усього, що подобалося Редзеду. Після цих двох проектів Редзед досяг найбільшого прогресу на сьогоднішній день.
Кінець 2017 року став вирішальним для Редзеда. Восени він відіграв свій перший  сольний концерт у Зліні, а в грудні він став відомий  серед слухачів чеського репу, коли його трек « Dopamine » поширив у соцмережах репер Protiva . Парадоксально, але це була не зовсім реп-пісня, та сам факт, що Чех створював андеграундну музику англійською мовою, було достатньо, щоб нещодавно випущений альбом « ЕКСТАЗИ » помітили. Перші відеокліпи були створені на треки « Rampage » та « mosh pit in my stomach ». У той час Редзеда також помітив, наприклад, MC Gey, що також стало причиною напливу багатьох нових шанувальників . Тому 2018 рік почався з більшого розголосу . Багато хто почав захоплюватися поєднанням якостей Редзеда, які, здається, є результатом натхнення від іноземних реперів і співаків . У коментарях у соцмережах його називали чеським Ghostemane, $crim, Lil Peep, Kurt Cobain або навіть Ozzy Osbourne .
Ще один альбом під назвою « GERD » вийшов у березні 2018 року . У цьому альбомі  з'явилася цікава назва з американської Тампи Tsunami J. У травні того ж року Редзед шокував шанувальників Scarlxrd, коли виступив на розігріві на їхньому  шоу в празькому MeetFactory . Черговий сюрприз він зробив на літньому Hip Hop Camp, де також неочікувано виступив. На той момент про Редзеда вже знала велика кількість людей. Згодом він поступово почав випускати сингли, які згодом склали  більшість майбутнього альбому « BOHEMIAN PSYCHO ». На початку 2019 року Редзед вирушив у концертний тур « Cruci-Fiction Tour » разом зі словацьким репером RNZ та Sodom Gomora ( ZNK ) по  Чехії .
У березні 2019,відбувся реліз нового альбому « BOHEMIAN PSYCHO », який також був випущенний на CD-дисках. Крім відомих хітів, таких як « Straight Outta Flames » і « Rave In The Grave », в альбомі також присутній трек «Ghoul» який редзезд виконав спільно з американським репером Gizmo. Який згодом був випущений разом із музичним відео на YouTube-каналі TRASH 新ドラゴン, який популяризує різних реп виконавців. Пізніше вийшла  низка синглів, серед яких такі хіти, як « My Bats Will Eat You », « Alien » або спільний трек з Біллом $абером — « Horror ».  У жовтні вийшов міні-альбом із трьох пісень під назвою « Cemetery Punk », найвідомішою з яких стала пісня « Meth Phonk », що звучить переважно у стилі треп .
Під час 2020 року Redzed вирішив розширити свої виступи живим звуком. До гурту приєднався барабанщик Матей Крал, а у вересні також гітарист Ярі Шеллер, який, також, є його особистим фотографом.

## Дискографія

### 2016 рік
- Illuminati Confirmed LP (цифровий, мікстейп)
- UH! LP (цифровий, мікстейп)
- When I Was So Paranoid (цифровий, мікстейп)

### 2017 рік
- Melanchoboy1998 (цифровий, EP)
- ECSTASY (цифровий, мікстейп)

### 2018 рік
- GERD (цифровий, мікстейп)
- RAVE IN THE GRAVE

### 2019 рік
- Bohemian Psycho (CD, альбом-збірка)
- Cemetry Punk EP (цифровий, EP)

### 2020 рік
- Suicidal Hippie EP (цифровий, EP)
- Drugs = Magic Compilaton (Цифровий, Збірний альбом)
- Melanchoboy

### 2021 рік
- Junkie Sex Appeal

### 2022 рік
- NOISE AT A FUNERAL

## Найпопулярніші пісні
- DRUGS = MAGIC
- RAVE IN THE GRAVE[3]
- STRAIGHT OUTTA FLAMES[4]
- HEAVEN[5]
- SINISTER[6]
- MOSH PIT IN MY STOMACH[7]
- RAMPAGE[8]
- ANTICHRIST
- CHOPPER SWING
- AGONY
- NICOTINE
- NIGHTMARE

## Зовнішні посилання
- REDZED у соцмережі «Facebook»
- Канал REDZED на YouTube
- https://rapzzz.com/cs/umelec/redzed/#modal-login
- http://www.munimedia.cz/prispevek/dobra-show-se-pozna-podle-toho-jestli-potom-zvracim-rika-redzed-14935/
- http://www.bbarak.cz/redzed-nekteri-lidi-jsou-u-nas-stale-presvedceni-ze-by-se-rap-nemel-michat-s-dalsimi-zanry/
- https://www.redbull.com/cz-cs/hudba-urban-serie-z-druhy-strany-redzed-storm-club-jonas-hajek